# HD 70235
HD 70235，又名CD-34 4627，SAO 199084、HR 3273，是一颗恒星，视星等为6.43，位于銀經253.18，銀緯0.9，其B1900.0坐标为赤經8h 15m 37.8s，赤緯-34° 0.9′ 33″。